# Alfa Romeo MiTo

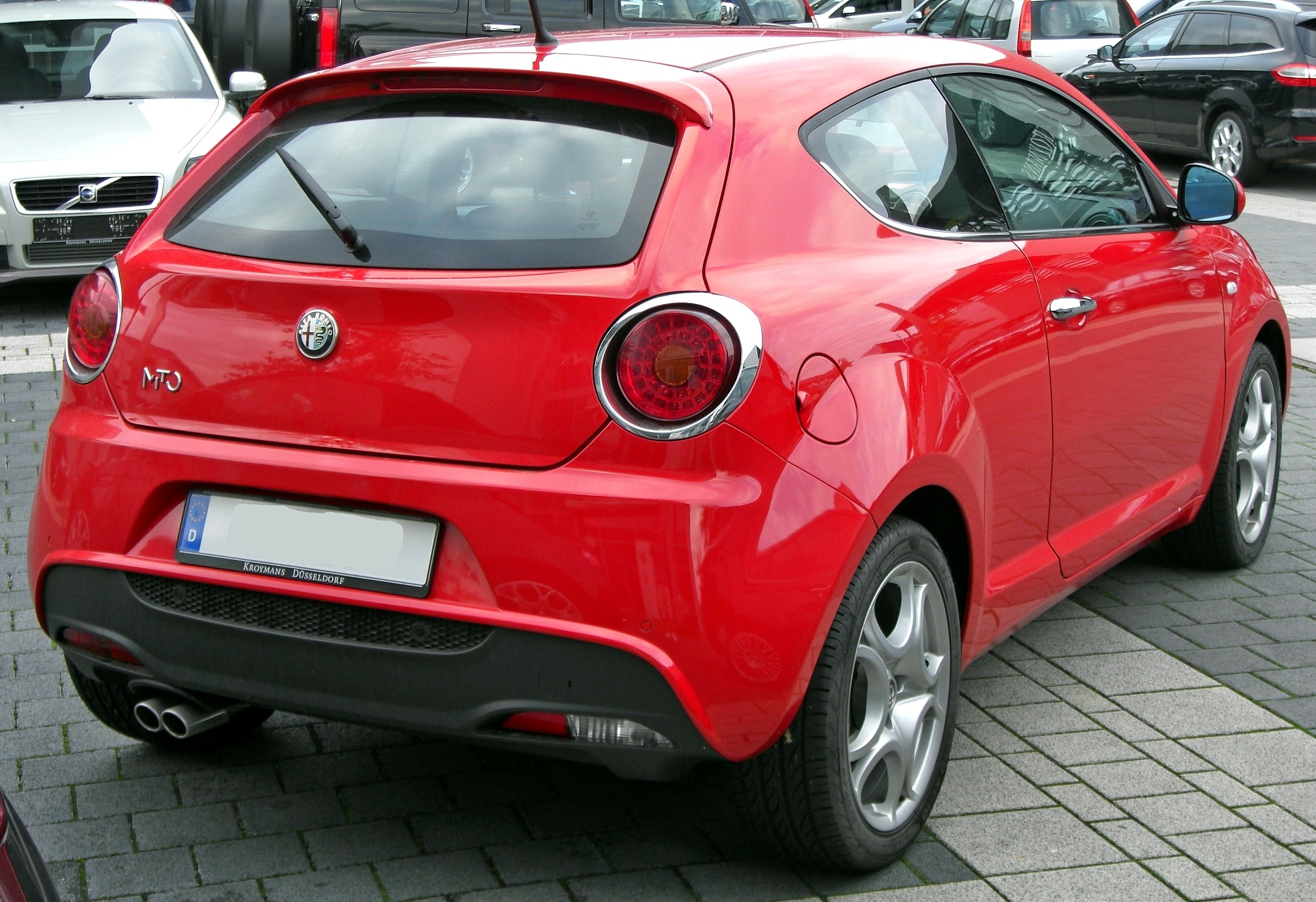

L'Alfa Romeo MiTo est une automobile citadine (segment B), présentée en 2008 et produite par le constructeur automobile italien Alfa Romeo. Son nom de code interne usine est ZAR 955. Elle appartient au segment des citadines premium, ce qui la met en concurrence directe avec la DS3.

## Présentation
Les photos de ce modèle ont été dévoilées en avant première au Salon International de Genève en mars 2008. La MiTo a été présenté officiellement sur le marché par Alfa Romeo le 20 juin 2008. 
La commercialisation a débuté le 25 septembre 2008 en France. 
Reposant sur la plate-forme fortement modifiée de la Fiat Grande Punto, elle est dotée d'une carrosserie dessinée par le Centro Stile Alfa Romeo d'Arese. Cette traction est dotée de motorisations allant de 70 (1.4 MPI Junior) à 170 ch (1.4 Multiair QV) et se place en concurrente des Mini, Citroën DS3 et Audi A1. Le dessin de sa face avant et ses phares arrière sont inspirés de la 8C Competizione.
L'Alfa Romeo MiTo est disponible dans une nouvelle version fonctionnant au GPL sur le marché français.

### Le nom MiTo
Ce nom rappelle deux choses :
- le lien entre Milan (Milano), terre d'Alfa Romeo et lieu de conception de la voiture, et Turin (Torino), terre de Fiat et lieu de sa fabrication ;
- l'évocation de la dimension « mythique » du constructeur puisqu'en italien, mythe se dit « mito ».

## Restylage

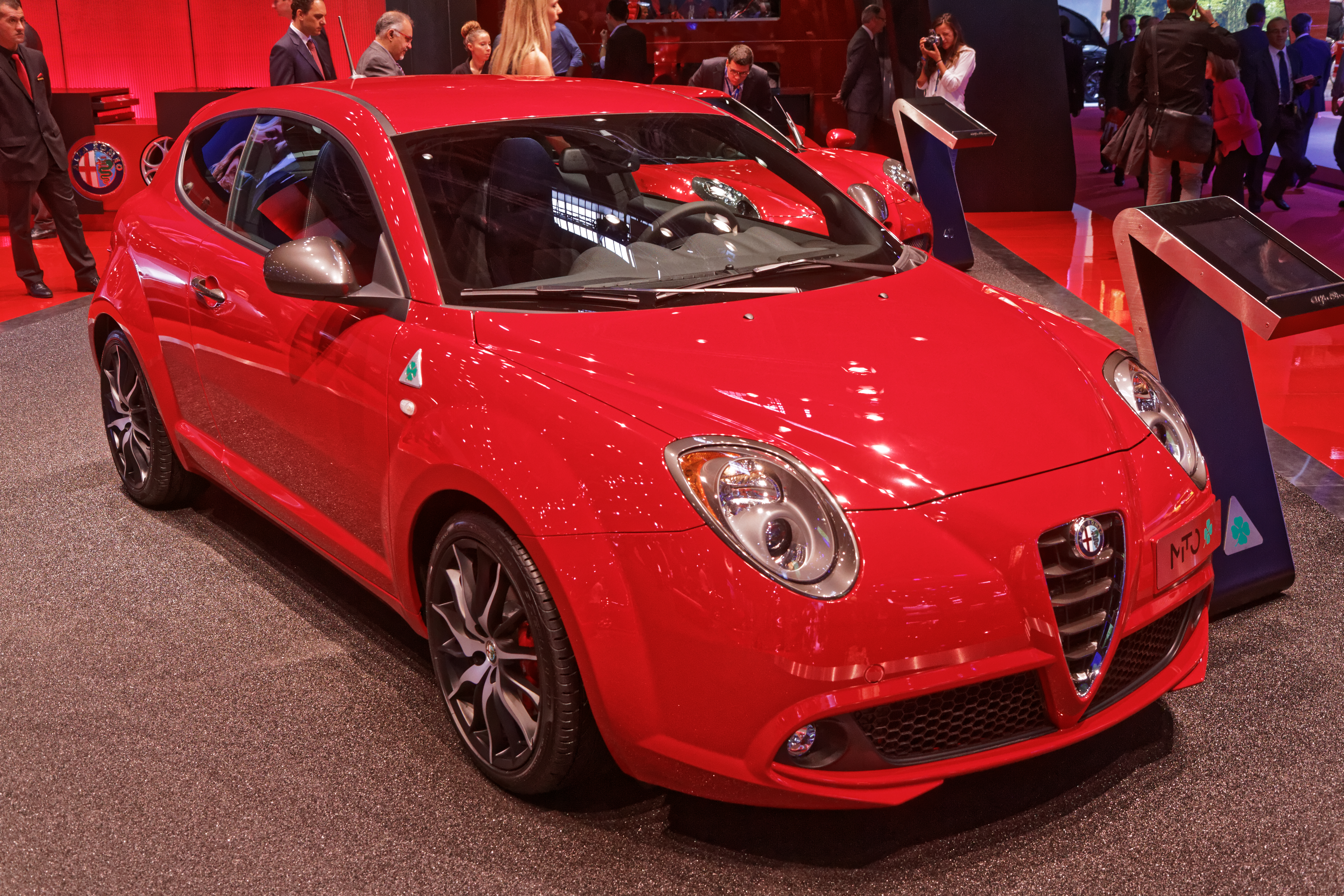
Alfa Romeo MiTo Phase II
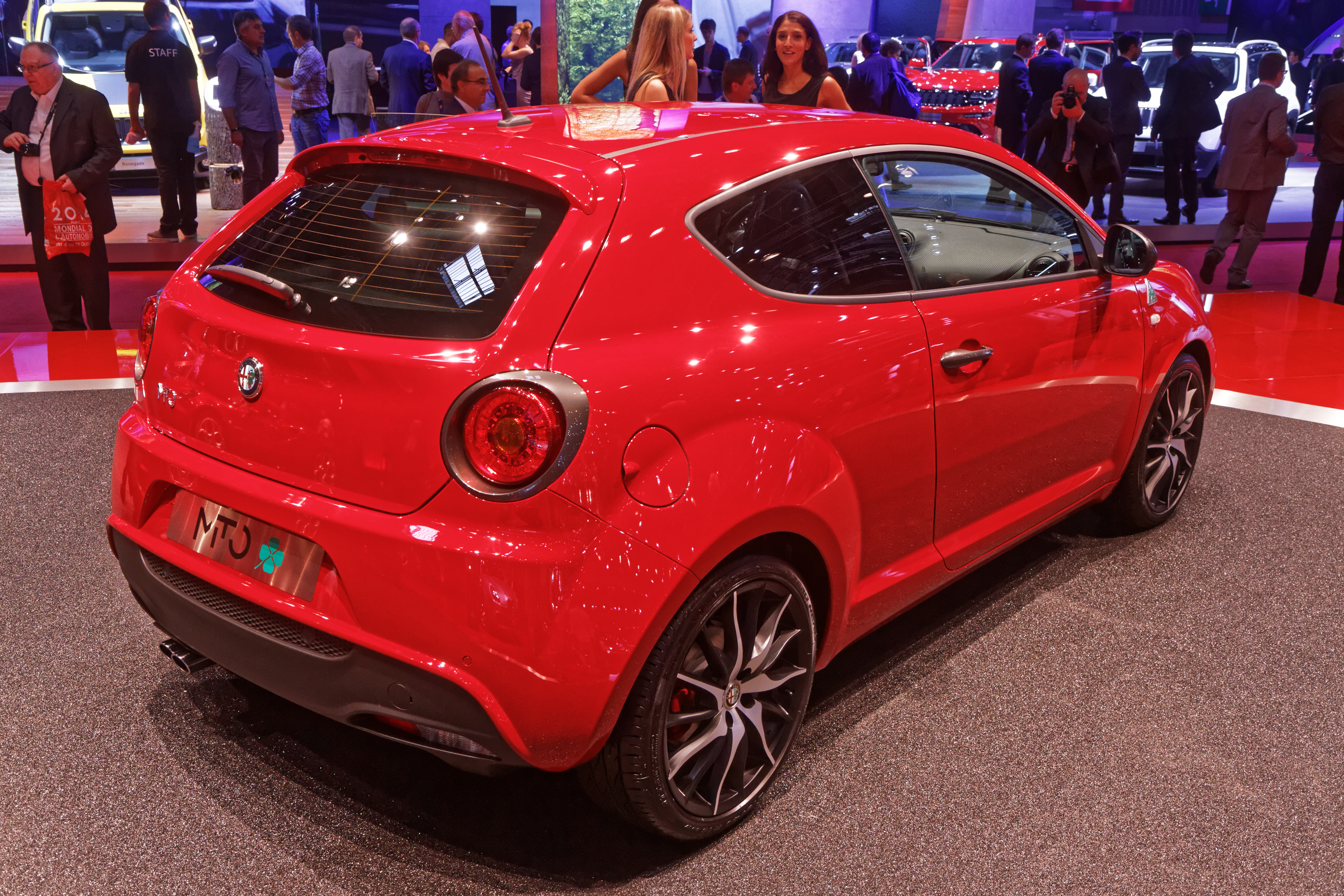
Alfa Romeo MiTo Phase II

La MiTo reçoit un léger restylage agissant uniquement sur la calandre. Les barres sont plus fines et plus chromées. 
En 2016, un second coup de bistouri de la Mito est présenté au Salon de Genève 2016 avec une calandre (scudetto) en nid d'abeilles, un bouclier avant redessiné et un nouveau logo Alfa Romeo, comme sa sœur la Giulia.

## Motorisations

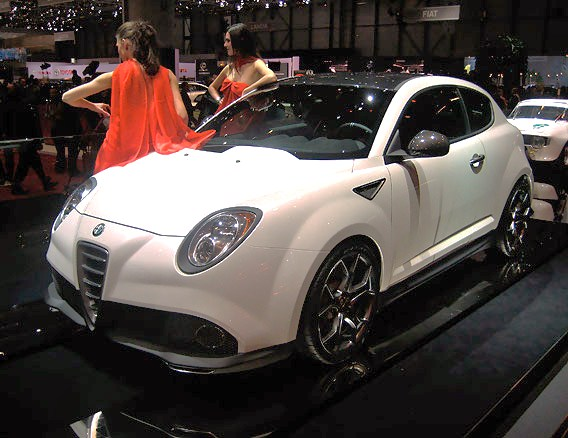
MiTo GTA au salon de Genève en 2009.

|                               | 0.9 Twinair          | 1.4 MPI              | 1.4 MPI              | 1.4 MPI Multiair     | 1.4 MPI Multiair       | 1.4 TJET             | 1.4 TJET             | 1.4 TB Multiair      | 1.4 TB Multiair                  | 1.4 TB Quadrifoglio Verde Multiair |
| ----------------------------- | -------------------- | -------------------- | -------------------- | -------------------- | ---------------------- | -------------------- | -------------------- | -------------------- | -------------------------------- | ---------------------------------- |
| Moteur                        | 2 cylindres en ligne | 4 cylindres en ligne | 4 cylindres en ligne | 4 cylindres en ligne | 4 cylindres en ligne   | 4 cylindres en ligne | 4 cylindres en ligne | 4 cylindres en ligne | 4 cylindres en ligne             | 4 cylindres en ligne               |
| Soupape par cylindres         | 4                    | 2                    | 2                    | 4                    | 4                      | 4                    | 4                    | 4                    | 4                                | 4                                  |
| Type                          | Essence              | Essence              | Essence              | Essence              | Essence                | Essence              | Essence              | Essence              | Essence                          | Essence                            |
| Admission                     | Turbocompressé       | Atmosphérique        | Atmosphérique        | Atmosphérique        | Turbocompressé         | Turbocompressé       | Turbocompressé       | Turbocompressé       | Turbocompressé                   | Turbocompressé                     |
| Cylindrée (cm³)               | 875                  | 1368                 | 1368                 | 1368                 | 1368                   | 1368                 | 1368                 | 1368                 | 1368                             | 1368                               |
| Puissance maximale(cv)        | 105                  | 70                   | 79                   | 105                  | 140                    | 120                  | 155                  | 135                  | 135                              | 170                                |
| Au régime de (tr/min)         | 5500                 | 6000                 | 5750                 | 6500                 | 5000                   | 5000                 | 5500                 | 5000                 | 5000                             | 5500                               |
| Couple maximal (N m)          | 145                  | 115                  | 120                  | 130                  | 250                    | 206                  | 230                  | 180                  | 230                              | 250                                |
| Au régime de (tr/min)         | 2000                 | 3000                 | 4000                 | 4000                 | 2500                   | 1750                 | 3000                 | 1750                 | 1750                             | 2500                               |
| Boite de vitesses             | Manuelle 6 rapports  | Manuelle 5 rapports  | Manuelle 6 rapports  | Manuelle 6 rapports  | Automatique 6 rapports | Manuelle 5 rapports  | Manuelle 6 rapports  | Manuelle 5 rapports  | Automatique et Manuel 6 rapports | Automatique et Manuel 6 rapports   |
| Transmission                  | Traction             | Traction             | Traction             | Traction             | Traction               | Traction             | Traction             | Traction             | Traction                         | Traction                           |
| Vitesse maximale (km/h)       | 184                  | 160                  | 165                  | 187                  | 207                    | 198                  | 215                  | 207                  | 207                              | 219                                |
| 0-100 km/h (en s)             | 11.4                 | 14                   | 12.3                 | 10.7                 | NC                     | 8.8                  | 8                    | 8.4                  | 8.2                              | 7.5                                |
| Consommation mixte (en l/100) | 4.2                  | 5.8                  | 5.9                  | 5.7                  | 5.4                    | 6.1                  | 6.5                  | 5.6                  | 5.5                              | 6                                  |
| Emission de CO²               | 99                   | 134                  | 138                  | 134                  | 124                    | 145                  | 153                  | 129                  | 126                              | 139                                |
| Poids (kg)                    | 1130                 | 1065                 | 1080                 | 1090                 | 1145                   | 1145                 | 1145                 | 1135                 | 1170                             | 1145                               |
| Capacité réservoir (en l)     | 45                   | 45                   | 45                   | 45                   | 45                     | 45                   | 45                   | 45                   | 45                               | 45                                 |

|                               | 1.3 JDTM             | 1.3 JDTM             | 1.3 JDTM             | 1.6 JTDM             |
| ----------------------------- | -------------------- | -------------------- | -------------------- | -------------------- |
| Moteur                        | 4 cylindres en ligne | 4 cylindres en ligne | 4 cylindres en ligne | 4 cylindres en ligne |
| Soupape par cylindres         | 4                    | 4                    | 4                    | 4                    |
| Type                          | Diesel               | Diesel               | Diesel               | Diesel               |
| Admission                     | Turbocompressé       | Turbocompressé       | Turbocompressé       | Turbocompressé       |
| Cylindrée (cm³)               | 1248                 | 1248                 | 1248                 | 1598                 |
| Puissance maximale(cv)        | 85                   | 90                   | 95                   | 120                  |
| Au régime de (tr/min)         | 3500                 | 4000                 | 4000                 | 3750                 |
| Couple maximal                | 200                  | 200                  | 200                  | 320                  |
| Au régime de (tr/min)         | 1500                 | 1750                 | 1500                 | 1750                 |
| Boite de vitesses             | Manuelle 5 rapports  | Manuelle 6 rapports  | Manuelle 5 rapports  | Manuelle 6 rapports  |
| Transmission                  | Traction             | Traction             | Traction             | Traction             |
| Vitesse maximale (km/h)       | 174                  | 178                  | 180                  | 198                  |
| 0-100 km/h (en s)             | 12.9                 | 12                   | 11.6                 | 9.9                  |
| Consommation mixte (en l/100) | 3.5                  | 4.3                  | 4.3                  | 4.8                  |
| Emission de CO²               | 90                   | 114                  | 104                  | 122                  |
| Poids (kg)                    | 1150                 | 1150                 | 1150                 | 1205                 |
| Capacité réservoir (en l)     | 45                   | 45                   | 45                   | 45                   |

## Équipements/Finitions

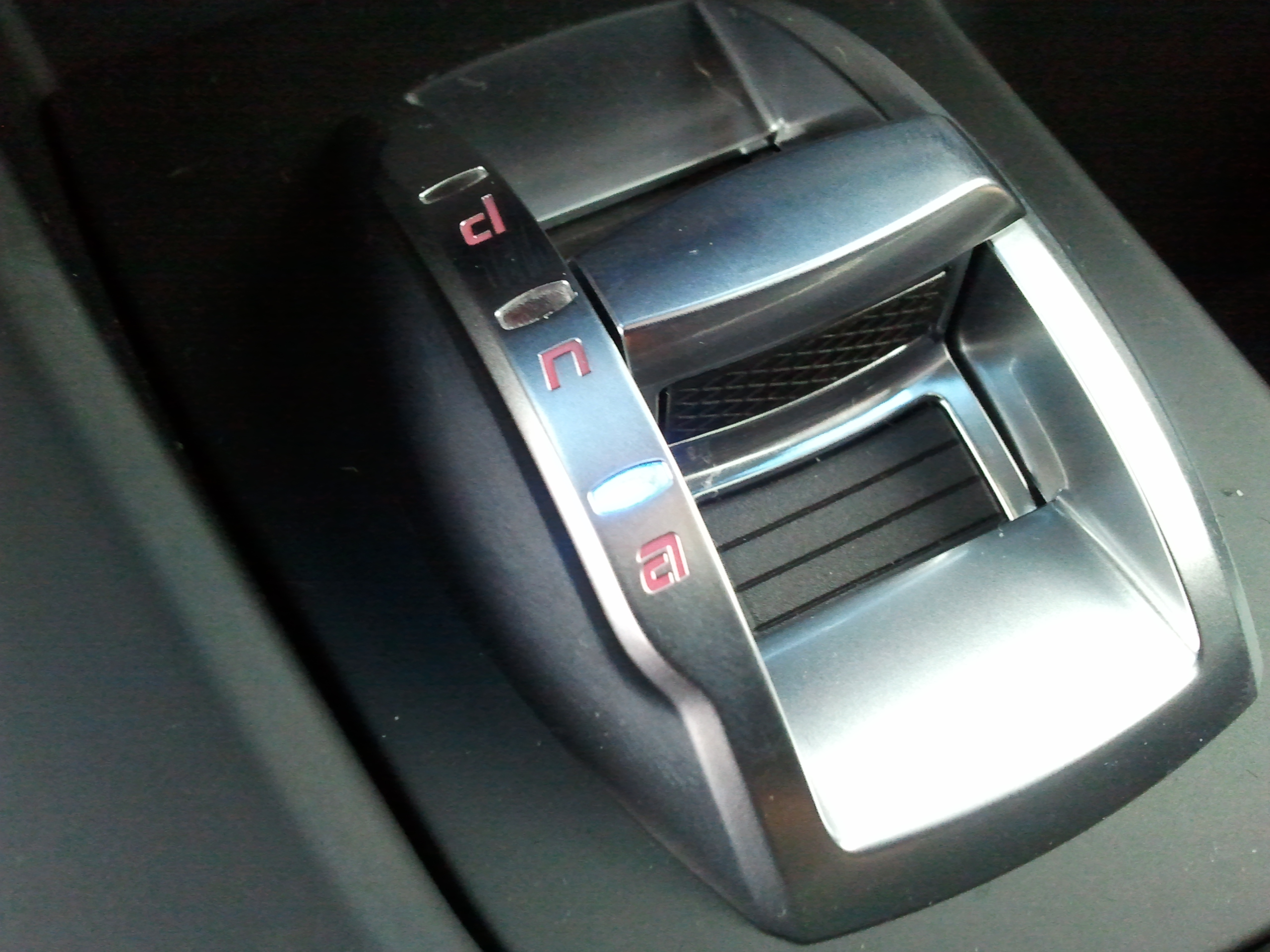
Système de gestion électronique Alfa DNA

En France, jusqu'en 2011 trois niveaux de finition sont proposés, Distinctive et Sélective mais aussi la finition Junior en entrée de gamme disponible uniquement avec la motorisation 1,4 MPI 78ch, avec possibilité de personnaliser l'auto avec deux packs Sport et Confort, sept habillages de sièges qui comprennent un cuir Poltrona Frau de trois couleurs, deux coloris d’intérieurs Distinctive avec tableau de bord Sprint, deux coloris d’intérieurs Selective avec tableau de bord Competizione, ainsi que cinq types de jantes de 16 à 18″, dix teintes de carrosseries et possibilité de choisir les cerclages des phares et feux.
En 2012, la gamme est remaniée et les niveaux de finitions sont les suivants.
Progression
La version Progression inclut les équipements de série suivants :
- Alfa D.N.A. (Le D. signifiant Dynamic, le N. Normal et le A. All weather, indisponible sur motorisations essence 1.4 MPI 70 et 78 ch)
- VDC avec différentiel Q2 Électronique
- Direction active Dual Pinion
- Autoradio MP3-CD avec 6 haut-parleurs
- Jantes 16"
- 7 airbags
- Planche de bord Sprint
- Projecteurs antibrouillard avant
- Régulateur de vitesse
- Sièges avant avec réglage lombaire

Distinctive
La version Distinctive inclut les équipements de la version Progression plus les équipements suivants :
- Jantes alliage 16" design Sport
- Climatisation manuelle
- Volant gainé de cuir
- Commandes radio au volant

Série spéciale Latina (de fin 2010 à fin 2011)
- Climatisation automatique
- Nouvelles jantes alliage de 17"
- Chrome line extérieur (filet de chrome faisant l’entourage bas des fenêtres)
- Coques de rétroviseurs chrome
- Entourage de phares chrome
- Spoiler arrière
- Pare-chocs arrière sport (avec extracteur)
- Planche de bord (façon carbone) et tissus Competizione

Série spéciale Veloce (à partir de 2012)
- Climatisation automatique
- Nouvelles jantes alliage de 16" design Elegante
- Chrome line extérieur (filet de chrome faisant l’entourage bas des fenêtres)
- Coques de rétroviseurs chrome
- Entourage de phares chrome
- Système Bluetooth et Media Player Blue&Me
- Radar de recul
- Spoiler arrière
- Pare-chocs arrière sport (avec extracteur)
- Planche de bord (façon carbone) et tissus Competizione

Exclusive Avant 2011 cette finition se nommait Selective
La version Exclusive inclut les équipements de la version Distinctive plus les équipements suivants : 
- Cerclage de feux avant et arrière Chromé
- Chrome line
- Climatisation automatique bi-zone
- Ordinateur de bord
- Sellerie cuir
- Seuils de porte aluminium
- Sortie d’échappement chromée

Quadrifoglio Verde (uniquement disponible avec la motorisation 1.4 TB Multiair 170 ch)
Principaux équipements
- Cerclages des feux avant et arrière chrome satiné
- Instrumentation de bord sport
- Jantes alliage 17" finition Titane
- Logo Quadrifoglio Verde
- Pare-chocs arrière sport avec extracteur
- Poignées de porte chrome satiné
- Rétroviseurs extérieurs chrome satiné
- Spoiler arrière
- Pommeau de levier de vitesse gainé de cuir.

Série Limitée "SBK Limited Edition" 150 exemplaires numérotés  (uniquement disponible avec le moteur 1.4 TB Multiair 170 ch)
Se compose en plus de la finition Quadrifoglio Verde :
- Suspension pilotée couplée au DNA
- Baquets Sabelt en carbone
- Plaque numérotée
- Logo Quadrifoglio Verde sur les ailes spécifiques
- Extracteur de pare-chocs arrière plus agressif,
- Jantes en alliage de 18" bi tons spécifiques
- Étriers de freins renforcés à double pistons Brembo rouges.
- Surpiques vertes et blanches dans l’ensemble de l’habitacle (sellerie, volant, l’évier de vitesse, frein à main etc)
- Sellerie spécifique en Alcantara et tissus

Série Spéciale SBK (disponible avec les motorisations 1.4 MPI 78ch, 0.9 TwinAir 85ch, Multiair 105ch et Diesel 1.3 JTDm 85ch)
- Toit et rétroviseurs de couleur différenciés par rapport au reste de la carrosserie (noir, rouge Alfa ou blanc cristallo)
- Coloris carrosserie disponible en rouge Alfa, blanc cristallo, bleu tornado et noir
- Spoiler arrière et échappement chromé
- Pare-chocs arrière sport
- Entourages des projecteurs antibrouillards noirs
- Logo "SBK" sur le hayon
- Jantes alliage Titane 16"
- Logo SBK sur les appuie-tête avant
- Planche de bord Competizione noire
- Climatisation
- Autoradio CD-MP3
- Volant et pommeau levier vitesse en cuir

Les deux séries SBK rendent hommage à l'engagement de la marque en tant que voiture de sécurité et partenaire principal lors des grands prix moto Superbike.
Plusieurs packs destinés à enrichir la dotation de la voiture sont disponibles :
Pack Sport
Disponible avec les versions Distinctive et Exclusive.
- Jantes alliage 17" design Sport
- Pare-chocs arrière Sport avec extracteur
- Spoiler arrière
- Instrumentation de bord sport (éclairage des compteurs blanc au lieu de rouge)

ou
- Jantes 18" design Sport
- Pare-chocs arrière Sport avec extracteur
- Spoiler arrière
- Instrumentation de bord Sport

Pack Confort
Disponible sur les versions Distinctive, Exclusive et Quadrifoglio Verde.
- Accoudoir central avant
- Pack visibilité
- Radar de recul et prise 12V dans le coffre
- Prise 12 V

Pack visibilité
Disponible sur toutes les versions (sauf sur Progression)
- Allumage automatique des phares
- Capteurs de pluie
- Rétroviseur intérieur photochromatique

Pack Quadrifoglio Verde Sportiva
Le Pack Quadrifoglio Verde Sportiva comprend les équipements suivants :
- Jantes 18" design Quadrifoglio Scuro
- Pédalier aluminium
- Coques de rétroviseurs chrome satiné
- Volant gainé cuir avec surpiqûres vertes
- Seuils de porte Quadrifoglio Verde
- Badge intérieur Quadrifoglio Verde
- Identification extérieur Quadrifoglio Verde Sportiva
- Pare-chocs arrière Sport avec extracteur
- Becquet arrière
- Instrument de bord sport
- Cerclages de phares Chrome Satiné
- Poignées de portes Chrome Satiné
- Habitacle finition sombre

De série, le système audio comporte 6 HP 220W ou 8 HP 280W selon la finition, en option un système Hi-Fi Bose 9HP 345W avec amplificateur 4 canaux et subwoofer est disponible, le Blue&Me, Blue&Me Nav et un nouveau système de navigation portable baptisé Blue&Me Map sont également disponibles.
Toutes les versions sont équipées d'une boîte manuelle à 6 vitesses, sauf le 1.4TB Multiair de 135 ch qui dispose d'une boîte à 5 vitesses ainsi que du 1.3 JTDm 95 ch. Une boîte de vitesses à double embrayage est disponible sur la version 1.4 TB Multiair 135 ch.
Un nouveau système de gestion électronique D.N.A comprend aussi le différentiel électronique Q2, le DST (pour Dynamic Steering and Torque), et des amortisseurs spécifiques caractérisés par leur ressort de rappel. D.N.A signifie Dynamic, Normal, All weather. Ces trois modes de fonctionnement de ce système interviennent à la fois sur la logique de gestion de moteur, frein, direction, boîte de vitesses et suspensions. Alfa Romeo compte bien faire devenir sa Mi.To, avec ce système, la plus sportive des compactes.
Le volume de production annoncé se situe à 75 000 exemplaires annuels. 
Le modèle 2011 adopte de nouveaux amortisseurs à réponse variable avec vanne de dérivation sur les modèles les plus puissants.

## Récompenses
- 2011 
  - Prix du moteur de l'année pour le 0.9 TwinAir, dans les catégories suivantes;

1. Classe inférieure à 1 litre.
2. Meilleur nouveau moteur.
3. Meilleur moteur vert.

- 2010
  - Prix du moteur de l'année pour le 1.4 Multiair
- 2009 
  - Prix du design en Grèce
  - Plus belle voiture de l'année décerné par le Festival Automobile International
  - Élue Auto Europa 2009 : récompense pour les voitures européennes d'un point de vue de la technologie, du style et du rapport qualité-prix
- 2008
  - 5 étoiles Euro NCAP
  - Prix de la révélation de l'année par les lecteurs du magazine Quattroruote
  - Prix de la voiture préférée des lecteurs du magazine Quattroruote
  - Prix de la plus belle voiture de l'année en Italie